# سارا جيان أندروود

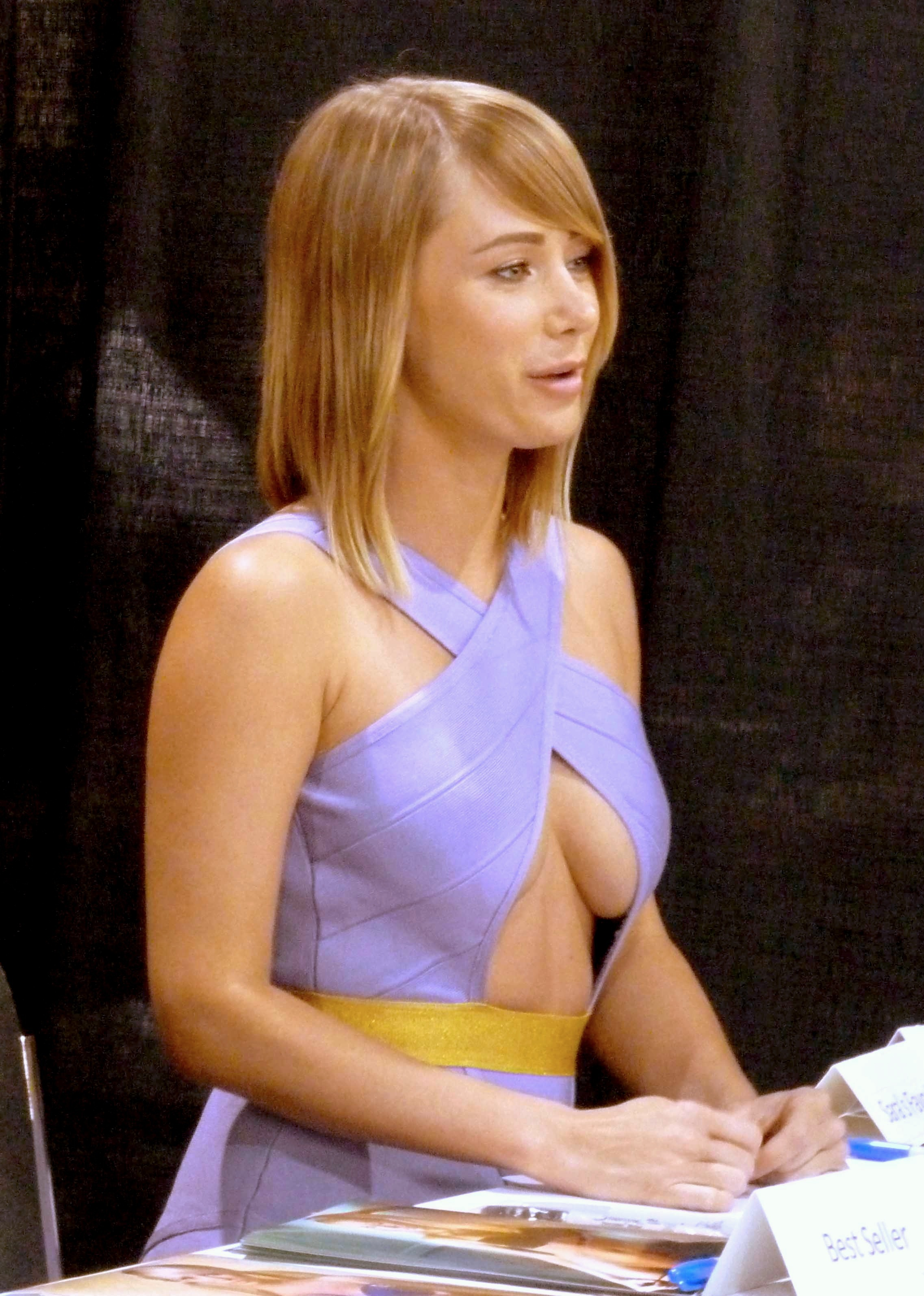
سارا أندروود في سنة 2013

سارا جيان أندروود (بالإنجليزية: Sara Jean Underwood)‏ وهي عارضة أزياء وممثلة أمريكية ولد في يوم 26 مارس 1984 في مدينة بورتلاند، أوريغون في الولايات المتحدة تم اختيارها كباليميت في شهر يوليو 2006 واختيرت باليمت لسنة 2007 في مجلة بلاي بوي.

## روابط خارجية
- سارا جيان أندروود على موقع IMDb (الإنجليزية)
- سارا جيان أندروود على موقع قاعدة بيانات الفيلم (الإنجليزية)